# Iraty Sport Club
L'Iraty Sport Club és un club de futbol brasiler de la ciutat d'Irati a l'estat de Paranà.

## Història
El club va ser fundat el 21 d'abril de 1914 per un grup d'esportistes liderats per Antônio Xavier da Silveira. L'1 de maig de 2002 guanyà el seu primer campionat estatal, competint a la Copa do Brasil la temporada següent.

## Palmarès
- Campionat paranaense:
  - 2002
- Campionat paranaense de Segona Divisió:
  - 1993